# Boletus purpureus
Boletus purpureus es un hongo de la familia Boletaceae que crece en Europa. No es comestible, resultando tóxico y crudo puede provocar vómitos.

## Descripción
Sombrero de 6 a 25 cm de diámetro, con cutícula fina de color amarillento al comienzo, se muda a rojo y luego a violáceo o púrpura al envejecer. Primero es hemisférico y después aplanado. Tiene el margen muy incurvado y ondulado. Se vuelve azul al rozamiento.
Tubos  de 6 a 15 cm de longitud por 3 a 6 cm de diámetro, finos, amarillos o amarillos verdosos que al cortarlos se azulean. Poros pequeños y apretados, de color rojo pimentón que también se vuelven azules a la presión o al rozamiento. Pie grueso con fondo amarillo, todo cubierto por una red de mallas color rojo-sangre, más notorias en la mitad inferior. Se vuelve azul al contacto. Carne espesa, al corte de color amarillo que rápidamente se tiñe de azul verdoso. Al cortar en la base del pie se aprecia en la parte inferior una pequeña franja de color rojo. Esporas de color pardo oliváceo en montón.

## Hábitat
Se encuentra frecuentemente solitario o en grupos pequeños en bosques de hayas y robles (especialmente Quercus pubescens). Forma micorrizas en los bosques de roble a principios del otoño.